# Lantbrukshögskolan
Lantbrukshögskolan (förkortning LH eller LHS, även KLH för Kungl. Lantbrukshögskolan) var en svensk högskola inom lantbruksvetenskap som existerade 1932–1977 och utgjorde en av föregångarna till Sveriges lantbruksuniversitet (SLU). Huvuddelen av Lantbrukshögskolan fanns i Ultuna söder om Uppsala, och där fanns sedan 1848 en föregångare i Ultuna lantbruksinstitut.

## Historik

### Lantbruksinstituten
De första skolorna för högre utbildning inom lantbruksområdet i Sverige var lantbruksinstituten. Det äldsta av dessa var Degebergs lantbruksinstitut som började sin verksamhet 1834. Detta tillkom som ett privat initiativ av Edvard Nonnen i Degeberg i dåvarande Skaraborgs län efter utbildningsskisser som tagits fram av Johan Theofil Nathhorst, och lärokursen var tvåårig. Ett riksdagsbeslut om att inrätta ett statligt lantbruksinstitut i Ultuna fattades 1840, men institutet kunde ta emot sina första studenter först 1848. Landshövdingen i Uppsala, Robert Fredrik von Kræmer, själv arrendator på Ultuna, anses ha varit drivande för att valet föll på just Ultuna.
Förste rektorn vid Ultuna blev professor Johan Arrhenius, som bidrog till institutets popularitet och fullsatta kurser. Sedan både Arrhenius och von Kræmer lämnat Ultunas styrelse, vidtog en period av ekonomiska bekymmer och konflikter mellan lärarna. En riksdagskommitté tillsattes 1877 för att undersöka problemen. Man föreslog då att lantbruket och den lägre undervisningen skulle skiljas från den högre, en tanke som återkom 1882 men först 1892 förverkligades, då den statunderstödda lantbruksundervisningen blev en separat enhet, medan lantbruket lades under en förvaltare som blev föreståndare för lantbruksskolan och kunde utnyttja dess elever som arbetsstyrka i jordbruket. Vid Ultuna fanns 1848–1870 ett stamholländeri för Ayrshireboskap, en centralverkstad för mönstertillverkning av lantbruksredskap från 1849 till slutet av 1850-talet, en lägre mejeriskola för kvinnor 1859–1883, en högre mejeriskola för män 1883–1891, från 1866 en koskötarskola och 1861–1891 en agrikulturkemisk försöksanstalt.
Efter att Ultuna bildats upphörde den högre kursen i Degeberg 1852. Ett andra statligt lantbruksinstitut tillkom 1862 i skånska Alnarp i form av Alnarps lantbruksinstitut. 1882 renodlades verksamheten vid de båda lantbruksinstituten till högre lantbruksutbildning, medan den lägre utbildningen övergick till att vara vanliga lantbruksskolor, som förutom vid lantbruksinstituten även fanns på andra håll i landet, och närmast motsvarande senare jordbruksgymnasier. Lantbruksinstituten stod inledningsvis under tillsyn av Lantbruksakademien, men detta ansvar togs över av Lantbruksstyrelsen när denna bildades 1889.
Studenterna på lantbruksinstituten kallades tidigt för agronomer. Inledningsvis var detta inte en skyddad examenstitel, men det blev den 1912.

### Lantbrukshögskolan
De två lantbruksinstituten ombildades 1932 till Lantbrukshögskolan, med följd att all agronomutbildning samlades i Ultuna. Den sista agronomkursen på Alnarp påbörjades 1931 med examen 1933. I samband med bildandet av Lantbrukshögskolan förlängdes också studiekursen för agronomer från två till tre år.
Dock fanns verksamhet kvar i Alnarp även efter att agronomutbildningen flyttats till Ultuna, från 1933 under namnet Alnarps lantbruks-, mejeri- och trädgårdsinstitut. Högre mejeriutbildning och tillhörande forskning skulle fortsatt finnas i Alnarp, och en högre trädgårdsutbildning. En praktisk driftsledarkurs för jordbruket tillkom också, på en nivå mellan lantbruksskolorna och Ultunas agronomutbildning. Senare integrerades verksamheten i Alnarp successivt med LHS. Efter ett beslut 1961 upphörde hortonomkursen vid Alnarpsinstitutet och ersattes 1 juli 1963 med en trädgårdssektion av LHS, lokaliserad i Alnarp. Lantbrukshögskolan och Alnarpsinstitutet fick 1967 en gemensam styrelse och 1974 upphörde Alnarpsinstitutet att vara en självständig myndighet och gick helt upp i LHS.
Lantbrukshögskolan fick vid sitt bildande också en mer omfattande försöks- och forskningsverksamhet än lantbruksinstituten haft. Delar av den 1907 bildade Centralanstalten för försöksväsendet på jordbruksområdet, då belägen på Experimentalfältet på Norra Djurgården, överfördes till LHS vid dess bildande. LHS fick 1942 också rätt att utfärda licentiatexamen och doktorsgrad i form av agronomie licentiater och agronomie doktorer.
På 1940-talet flyttade den återstående försöks- och forskningsverksamheten från Experimentalfältet till Ultuna, men drevs i egen myndighetsform i form av bland annat Jordbruksförsöksanstalten och Husdjursförsöksanstalten, senare under paraplyorganisationen Statens lantbruksförsök. Den senare gick 1962 upp i Lantbrukshögskolan där den bildade LHS fältförsöksorganisation. 1976 gick även Statens växtskyddsanstalt, som också hade ett ursprung i Centralanstalten, upp i LHS.

### Sveriges lantbruksuniversitet
Vid bildandet av Sveriges lantbruksuniversitet 1977 genom sammanslagning av LHS, Skogshögskolan och Veterinärhögskolan var det LHS existerande campus i Ultuna som blev huvudcampus för det nya universitet. Sammanslagningen hade beslutats redan 1970 av riksdagen, och flytten av de första delarna av Veterinärhögskolan till Ultuna påbörjades 1974.

## Rektorer

### Föreståndare för Ultuna lantbruksinstitut
- 1847-1862: Johan Arrhenius
- 1862-1863: t.f. Richard Ulrik von Post
- 1863-1864: t.f. Carl E Bergstrand
- 1864-1871: Herman Améen
- 1872-1874: Herman Kylberg
- 1874-18??: Fabian Norström

### Rektorer för Ultuna lantbruksinstitut
- 1892–1902: Herman Juhlin-Dannfelt
- 1902–1928: Abraham Sjöström
- 1928–1932: Herman Simmons

### Rektorer för Lantbrukshögskolan
- 1932–1940: Christian Barthel
- 1940–1943: Herman Flodkvist
- 1943–1958: Ragnar Nilsson
- 1958–1963: Gunnar Torstensson
- 1963–1977: Lennart Hjelm